# Régions pétrolifères au Moyen-Orient
Pour profiter au mieux de cet article, le lecteur devrait être familier avec la section intitulée Notes sur les unités, sources et définitions.
 (juin 2018).
Si vous disposez d'ouvrages ou d'articles de référence ou si vous connaissez des sites web de qualité traitant du thème abordé ici, merci de compléter l'article en donnant les références utiles à sa vérifiabilité et en les liant à la section « Notes et références ».

Carte des régions pétrolifères au Moyen-Orient

Cet article détaille les régions pétrolifères au Moyen-Orient.

## Géologie pétrolière de cette région

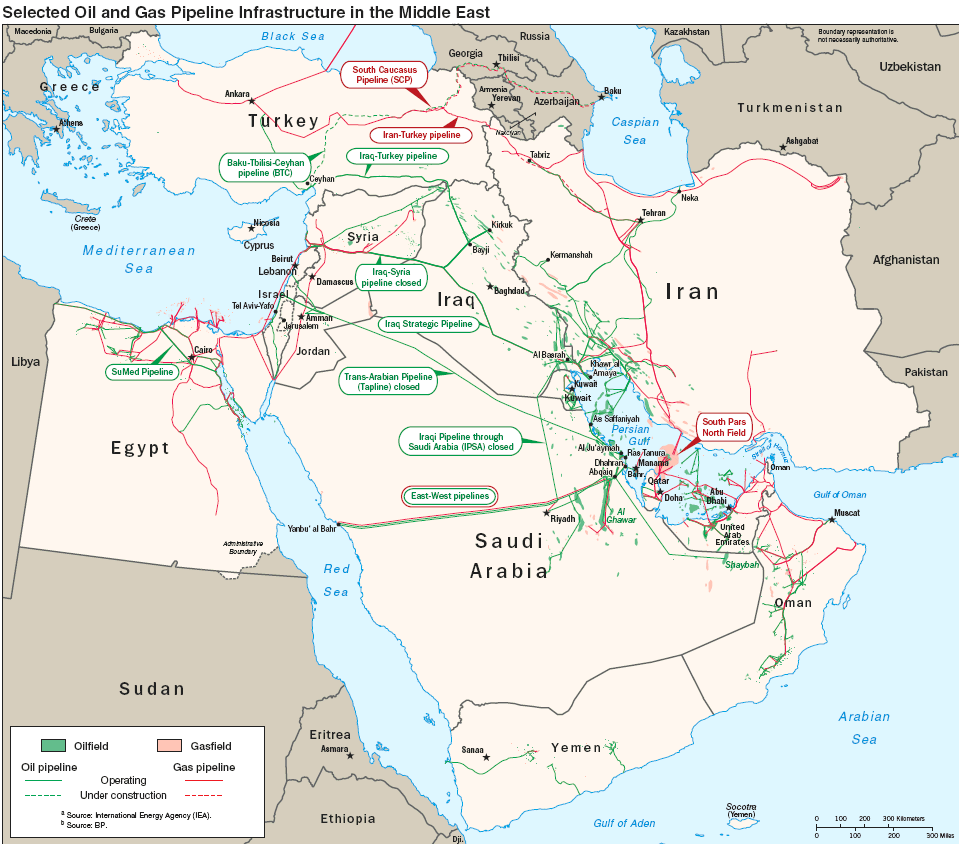
Infrastructure pétrolière et gazière au Moyen-Orient.

Géologiquement, le golfe Persique est une énorme plate-forme (socle cristallin recouvert de sédiments). L'épaisseur de sédiments dépasse 6 km dans le golfe lui-même, et toutes les ères géologiques depuis le Cambrien sont représentées.
Vers le sud-ouest, l'épaisseur de sédiments diminue progressivement jusqu'au point où le socle granitique affleure. La limite nord-ouest est plus soudaine, correspondant à la « suture » entre les plaques arabique et eurasienne (monts Zagros).
Les deux principaux faciès de roches sources sont les couches Silurienne et Jurassique. Les contours des zones matures sont reportés sur la carte. Les roches siluriennes, du fait de leur profondeur d'enfouissement, sont principalement génératrices de gaz naturel, sauf dans les extensions vers le sud-ouest. Le gaz qu'elles ont produit a chargé la formation « Khuff », une strate de carbonates datant du permien.
Les schistes et les marnes jurassiques, plus récentes et donc moins profondes, sont, elles, en phase de génération de pétrole, ce qui correspond à un stade moins avancé de la maturation du kérogène. Le pétrole produit par ces roches très riches a trouvé des pièges idéaux dans les déformations de la formation supérieure (« Arab »), des carbonates du crétacé.
Les déformations anticlinales ont affecté aussi bien les formations Khuff et Arab, créant des pièges dans les deux, ce qui explique qu'en plusieurs endroits, on trouve des gisements de gaz juste en dessous de ceux de pétrole. De nombreuses sources indiquent que le système paléozoïque a été beaucoup moins intensivement exploré. Dans ce cas le potentiel d'exploration restant du Moyen-Orient serait plus important pour le gaz que pour le pétrole.
Les hydrocarbures pouvant migrer horizontalement sur de grandes distances, et les roches sources n'étant pas suffisamment matures sur toute leur étendue, la zone d'occurrence des gisements ne se confond pas avec l'aire des roches sources actives. L'essentiel des réserves se situe dans la surface hachurée en vert. Sa dotation est de l'ordre de la moitié du pétrole conventionnel mondial.
Tous les périmètres figurés ici sont repris de publications de l'United States Geological Survey. Quant à la position des gisements géants, elle provient pour l'essentiel des compagnies nationales.
Les 13 gisements numérotés sur la carte ont des réserves initiales de plus de 10 Gbep. Ils sont approximativement classés par ordre décroissant de taille, mais vu la marge d'erreur colossale des chiffres disponibles, il ne faut pas prendre ce classement trop à la lettre. Les gisements reportés mais non nommés ont des réserves initiales de plus de 5 Gbep.
Les 13 gisements numérotés sont :
1. North Dome (gaz)
2. Ghawar
3. Burgan
4. Safaniyah
5. Zakum
6. Manifa
7. Kirkouk
8. Marun
9. Gachsaran
10. Ahwaz
11. Rumaila nord et sud
12. Abqaiq
13. Berri

### Arabie saoudite
D'après Oil and Gas International, les réserves prouvées de l'Arabie saoudite au 1er janvier 2005 sont de 259,400 Gbbl, c'est-à-dire à peu près le quart des réserves prouvées de la planète. Les deux tiers de ces réserves sont constituées de bruts légers ou extra légers, le reste sont des bruts moyens ou lourds. La compagnie nationale Aramco affirme que les réserves en Arabie saoudite sont telles que ce pays peut maintenir sans difficulté une production journalière de 10,5 à 11 Mbbl/j et que ce rythme peut être augmenté à 15 Mbbl/j dans le futur et ceci pendant une période de 50 ans. Cependant depuis août 2006, la production plafonne à moins de 8,5 Mbbl/j ce qui met sérieusement en doute ces allégations.
Actuellement, l'Arabie Saoudite possède 80 gisements de pétrole et de gaz naturel, alors que le nombre de puits d'exploration forés dépasse les 1 000 puits. Avec 8,5 Mbbl/j, ce pays produit plus de 10 % de l'approvisionnement mondial en pétrole. Ghawar, près du golfe Persique, est le plus grand gisement au monde. Découvert en 1948, il fournit environ la moitié de la production du pays. L'Aramco affirme qu'il reste 60 000 ou 70 000 Mbbl de réserves à Ghawar, mais ces affirmations sont vivement contestée. Ghawar représente l'incertitude no 1 sur les approvisionnements en pétrole futurs.
Presque tous les autres grands gisements saoudiens sont situés dans le voisinage et dans les mêmes grès du crétacé. Abqaiq et Berri, voisins de Ghawar et présentant des stratigraphies similaires, produisent quelque 0,5 Mbbl/j chacun (beaucoup moins que dans les années 1970) de brut très léger. Les deux géants offshore, Safaniyah et Zuluf, complètent cette famille de 5 gisements dont sortent les trois quarts de la production du pays. Sept grands gisements de cette région (Khurais, Qatif, Khursaniyah, Fadhili, Manifa, Abu Safah et Abu Hadriya) ont été mis en réserve dans les années 1980 et sont remis en service l'un après l'autre.
Plus au sud-est, près de la frontière des Émirats, se trouve le géant de Shaybay (0,5 Mbbl/j de pétrole léger). Différent géologiquement du « noyau saoudien » cité avant, il n'est exploité que depuis 1998 (mais découvert 25 ans avant). Ce gisement est encore dans sa « première santé » et sa production ne devrait pas décliner avant 20 ou 25 ans au moins. Dans le centre du pays, le groupe d'Hawtah (0,2 Mbbl/j de brut extra-léger), découvert en 1989, est le seul succès important de l'exploration dans le pays depuis 1980, mais reste modeste comparé aux géants « historiques » du golfe.
Pour accroitre sa production et remplacer le déclin des puits existant, l'Aramco doit investir plusieurs milliards de dollars par an. En 2008, le grand projet d'Aramco est le groupe AFK (Abu Hadriya, Fadhili, Kursinayah) qui doit produire 500 kbbl/j de brut. Le gaz associé de Kursinayah sera traité, donnant 250 000 barils par jour de liquides de gaz naturel, près de 1 000 000 barils équivalent pétrole par jour (kbep/j) de gaz naturel (17 millions de mètres cubes par jour) et du soufre. En 2008 viendront trois projets : l'extension de 50 % de la production de Shaybah (250 bkbbl/j supplémentaires), le gisement Nuayyim (100 kbbl/j, un petit gisement pour l'Arabie Saoudite), et l'usine de traitement de gaz de Hawiyah, principalement destinée à fournir 650 kbep/j de gaz naturel pour le marché saoudien, en exploitant le gaz des réservoirs profonds de Ghawar, mais qui fournira aussi 300 kbbl/j de liquides associés (principalement butane et propane). En 2009, le vaste gisement de Khurais, à l'ouest de Ghawar, sera redévelé; Aramco en attend 1,2 million de barils par jour. Avec ces nouveaux projets, la capacité de production devrait atteindre 12,5 Mbbl/j, mais les Saoudiens ont annoncé qu'ensuite il y aurait une « pause » dans la croissance de cette capacité.
Article complémentaire : Industrie pétrolière de l'Arabie saoudite

### Koweït
Autre pays emblématique de l'affluence pétrolière, le Koweït revendique plus de 100 Gbbl de réserves, mais cela après une surenchère face au reste de l'OPEP, ce qui en fait un chiffre douteux - certains soupçonnent le pays d'inclure la production passée dans les réserves ! Si un document interne tombé entre les mains de Petroleum Intelligence Weekly en janvier 2006 est authentique, les réserves prouvées et probables ne seraient en réalité que de 48 Gbbl.
Le gigantesque Burgan, deuxième plus grand gisement de pétrole de la planète, regroupe environ les deux tiers de la dotation totale du pays, soit 60 Gbbl. Ce fut aussi le premier à être découvert, en 1938. Six autres géants furent trouvés, le dernier en 1977. Ce petit pays a été fortement exploré et les perspectives de nouvelles découvertes de taille sont minces, du moins pour le pétrole. Des découvertes de gaz ont été annoncées récemment. Depuis 1980, la production est limitée par les quotas de l'OPEP.
Le pays produit 2,2 Mbbl/j de brut et compte accroître sa capacité, notamment en augmentant la production dans les gisements au nord du pays. Environ 38 Gbbl ont déjà été produits, en comptant 6 Gbbl partis en fumée à la fin de la Guerre du Golfe, ce qui n'a d'ailleurs pas affecté les réserves affichées par le pays (94 Gbbl avant comme après la guerre).

### Émirats arabes unis
Avec une production de 2,7 Mbbl/j et des réserves « officielles » de 100 Gb, les Émirats sont l'un des piliers traditionnels de l'OPEP - même si en réalité, chaque émirat gère ses ressources naturelles, et seul Abou Dabi est vraiment membre de l'organisation.
Abou Dabi détient l'immense majorité des réserves. L'exploration pétrolière dans ce pays (alors indépendant) a commencé dans les années 1950. Comme ailleurs au Moyen-Orient, l'essentiel du pétrole est concentré dans de vastes structures faciles à repérer, ce qui explique que presque les six gisements géants qui représentent plus de 80 % de la production actuelle aient été trouvés en 15 ans (1954-1969) et que l'exploration soit presque arrêtée. Le principal gisement est Zakum (1964), offshore, estimé à au plus 21 Gbbl.
Comme dans les autres pays de l'OPEP, les réserves ont « miraculeusement » progressé (surtout à la fin des années 1980) sans découvertes de taille et sont restées stables depuis, comme si la production ne les réduisait pas. L'émirat compte accroître sa capacité de production (actuellement 2,4 Mbbl/j) d'environ 1 Mbbl/j d'ici 2010, mais il n'y a que 0,1 Mbbl/j venant de trois petits gisements nouveaux, tout le reste venant de capacité supplémentaire (nouveaux puits, injection massive d'eau et de gaz) dans les vieux gisements.
Les réserves de gaz naturel sont très importantes, de l'ordre de 4 à 6000 G.m³ (23 à 35 Gbep). Une grande partie de ce gaz est associée aux gisements de pétrole, et le gaz non associé est souvent chargé en soufre. La production a doublé en 10 ans, partiellement exportée sous forme de gaz naturel liquéfié. Le pays tente de s'imposer comme plaque tournante du marché régional du gaz naturel.
De son côté, Dubaï annonce toujours 4 Gb de réserves mais ce chiffre semble peu crédible : il est constant depuis 1991, alors qu'aucun nouveau gisement n'a été trouvé, et que 2 Gbbl ont été extraits, et la production (qui vient de quatre vieux gisements offshore) a fortement diminué, passant de 350 kbbl/j en 1995 à 140 en 2005.

### Irak
L'Irak affiche des réserves prouvées de l'ordre de 115 Mds de barils, la quatrième réserve prouvée après l'Arabie saoudite, l'Iran et le Canada.
Le pays possède six gisements de plus de 5 Gbbl, dont quatre n'ont pas ou peu été exploités. Cette caractéristique, unique au monde, fait de l'Irak le seul pays capable d'offrir à court terme des Mbbl/j supplémentaires. Les deux sites super-géants déjà en production sont Kirkouk dans le nord du pays, qui produit depuis 1927, et Rumailha, tout près de la frontière du Koweït. Ensemble, ces deux gisements représentent environ les deux tiers de la production du pays. Kirkouk a été sévèrement endommagé par une exploitation anarchique à la fin du régime de Saddam Hussein (surpompage, réinjection de pétrole), ce qui pourrait avoir diminué irréversiblement les réserves extractibles. La qualité du pétrole irakien varie assez largement passant de 22°API (brut lourd) à Rumaila à 35°API (brut moyen) à Kirkouk.
La production future de l'Irak est à peu près impossible à évaluer.
Contrairement aux autres pays du golfe Persique, il reste beaucoup d'exploration à faire, l'inventaire pétrolier est donc loin d'être complet. De plus, la majorité des gisements irakiens n'a jamais été expertisée avec des techniques modernes, et les données disponibles sont en conséquence plus que floues. Les organismes qui essaient d'évaluer le potentiel pétrolier du pays doivent donc se contenter de données anciennes et fragmentaires. L'exploration et l'évaluation des gisements commence à reprendre. La production, minée par le manque de pièces détachées et les sabotages, reste inférieur à 2 Mbbl/j.
Le désert occidental, peu exploré, est souvent décrit comment ayant un potentiel de l'ordre de 100 Gbbl. En réalité, il se trouve en dehors de la « mégacuisine pétrolière » arabo-persique. Quelques puits y furent forés dans les années 1970, et seulement un petit gisement de pétrole fut trouvé.
Les prospection dans les aires géologiquement similaires des pays voisins n'ont donné que de petites réserves de gaz en Jordanie. Il n'y a donc aucune raison particulière de croire en l'existence d'une province pétrolière majeure dans ce secteur.

### Iran
Au 1er janvier 2005, l'Iran revendique à peu près 10 % des réserves prouvées mondiales soit 125,8 Mds de barils, chiffre passé à 132 Gbbl avec les nouveaux gisements de Kushk et Hosseineih (province de Khuzestan). L'Iran a 32 gisements en production, dont 25 à terre (onshore) et 7 en mer (offshore). Comme pour les pays voisins, les chiffres de réserves sont à utiliser avec prudence. Colin Campbell estime les réserves réelles à 69 Gbbl, tandis que Samsam Bakhtiari retient une fourchette de 35 à 45 Gbbl.
Le Khuzestan (sud-ouest du pays, à la frontière avec l'Irak) est un bassin sédimentaire dont les couches successives ont été déformées par la formation des monts Zagros et transpercés de nombreux dômes salins, ce qui a créé les conditions idéales pour la formation de grands gisements. Les cinq plus grands gisements de cette province (dont le champ pétrolifère de Ahvaz) ont chacun approché ou dépassé le Mbbl/j à un moment donné, et ne produisent plus que 1,1 Mbbl/j ensemble. Néanmoins, il reste un bon potentiel d'exploration dans cette région, surtout en offshore, illustré par des découvertes récentes. Ces dernières ont été faites dans des prospects connus depuis des décennies, qui n'avaient pas été forés jusqu'ici pour des raisons politiques, économiques ou techniques.
Les réserves de gaz sont immenses et encore peu exploitées, notamment grâce au gisement de South Pars/North Dome partagé avec le Qatar. Cependant une grande partie de la production ne sera pas commercialisée, mais envoyée dans le Khuzestan via un gazoduc de capacité gigantesque, pour être réinjectée dans les vieux gisements de pétrole et ainsi relancer leur production.
Outre ses ressources dans le golfe Persique, l'Iran possède quelques gisements près de la frontière turkmène. Quant à la partie iranienne de la Mer Caspienne, elle est encore inexplorée. Sa géologie est très peu connue, il est donc impossible de dire si elle possède ou non un fort potentiel comme, notamment, les eaux azéries.

### Qatar
Ce pays n'est pas aussi riche en pétrole que les cinq précédents, et produit 800 000 bbl/j de brut, depuis des gisements pour la plupart anciens. Dukhân, le principal, a été découvert en 1938, les gisements offshore datent généralement des années 1960 à 1970. Par contre, le Qatar dispose de réserves de gaz naturel, les troisièmes plus importantes du monde, concentrées dans l'immense gisement offshore nommé North Dome ou South Pars et partagé avec l'Iran. Il règne une certaine confusion sur la taille de ce mastodonte, beaucoup de sources semblent néanmoins converger vers des réserves d'environ 200 Gbep (34 T.m³), dont 160 (28 T.m³) en territoire qatari, soit quelque 15 % des réserves mondiales de gaz conventionnel.
La production est d'environ 40 G.m³ par an (600 kbep/j) et augmente régulièrement. Toutefois, le gouvernement souhaite plafonner la production pour pouvoir la maintenir pendant un siècle, et cela pourrait forcer à réduire quelque peu les projets en cours. Les applications, existantes et futures, du gaz qatari sont multiples :
- La principale est la production de gaz naturel liquéfié. le pays en a exporté 24 Mt en 2004, chiffre qui devrait tripler d'ici 2012.
- Le gaz est la principale source d'énergie pour les besoins locaux.
- Il y a aussi plusieurs projets d'exportation par gazoduc, d'abord vers les Émirats arabes unis et Bahreïn, puis peut-être vers le Koweït, voire l'Inde.
- Les réserves de gaz alimentent aussi une industrie pétrochimique importante (méthanol, ammoniac).
- Plusieurs usines produisant des liquides à partir de gaz (syncrude) sont prévues. La première (34 kbep/j) est en chantier, plusieurs autres sont en projet, pour un total de plus de 500 kbep/j.
- Le North Dome produit aussi quelque 250 kbep/j de condensats liquides associés (les réserves seraient de 17 Gbep), qui sortent du quota de l'OPEP.

À terme, le gaz, les condensations et le syncrude remplaceront le brut comme produit d'exportation.

### Proche Orient
Depuis 2009, des réserves offshore de gaz naturel ont été découvertes au large d'Israël, notamment par la compagnie Noble Energy. Le gisement le plus important, Leviathan, contiendrait des réserves prouvées de l'ordre de 500 milliards de mètres cubes. La production dans le gisement Tamar (environ 200 milliards de mètres cubes) commencera en 2013. Israël en espère un fort retentissement sur son économie, et un gain en indépendance énergétique.
Des gisements ont aussi été trouvés au large de Gaza, qui font l'objet de négociations avec Israël. Attirées par cette nouvelle région gazière, différentes compagnies explorent dorénavant les eaux de Chypre et du Liban dans l'espoir de découvertes similaires.

### Autres pays
Le pétrole d'Oman est caractérisé par l'existence de petits gisements au nord-est et au centre du pays. Les réserves récupérables prouvées sont de l'ordre de 5,5 Gbbl. La société chargée de gérer la production pétrolière du pays est PDO, dont le gouvernement d'Oman détient 60 %, Shell 34 %, Total 14 % et Partex 2 %. La production de pétrole de ce pays est en déclin depuis plusieurs années, depuis que le principal gisement, Yibal, a atteint le water breakthough en 1997 (il ne produit que 50 kbbl/j, contre 250 kbbl/j auparavant). Comme nombre de pays dans cette situation, Oman cherche à se diversifier dans le gaz naturel, et en exporte sous forme cryogénique (gaz naturel liquéfié). Il cherche aussi à prolonger la vie de ses vieux gisements par des techniques, tels que les forages horizontaux et l'injection de gaz.
La Syrie est un producteur de second plan en déclin depuis 1996. L'essentiel du pays est parcouru par la périphérie du grand système palézoïque du Proche-Orient, mais la prospectivité de cette zone est limitée (et concerne le gaz et non le pétrole). En revanche, la pointe nord-est renferme les mêmes roches sources jurassiques qui font la richesse du golfe, quoique moins denses. La production de pétrole a commencé dans les années 1960, et Shell est traditionnellement la compagnie dominante. Les plus grands gisements sont maintenant largement en déplétion, et les perspectives de nouvelles découvertes sont minces. La production n'est plus que de 460 kbbl/j, contre 590 en 1996. Le pays deviendra importateur d'ici quelques années, ce qui inquiète beaucoup son gouvernement.
Si le Yémen a connu une petite découverte de pétrole dès 1938, la production commerciale n'a commencé que très tardivement, en 1986. À cette époque, le potentiel de l'unique système pétrolier producteur du pays, un ancien rift doté de roches sources jurassiques, fut surévalué après la découverte de deux géants (Alif en 1984 et Camaal en 1991), et les compagnies internationales investirent dans le pays. Déçues par les résultats, nombre d'entre elles se retirèrent à la fin des années 1990, remplacées par des compagnies plus petites. La production a atteint son pic en 2002, seulement 16 ans après le début de la production. Depuis, elle a diminué légèrement, passant de 450 à 426 kbbl/j. Le pays a 3 ou 4 Gb de réserves selon les sources. Le pays possède des réserves de gaz de l'ordre de 3 Gbep (500 G.m³), principalement du gaz associé des gisements de pétrole (jusqu'ici réinjecté), qui alimenteront un petit terminal d'export de LNG à partir de 2008.
Bahreïn n'a qu'un gisement, Awali, qui fut le premier à produire dans le golfe Persique (années 1930), et ne donne plus que 30-35 kbbl/j. De petites quantités de gaz naturel ont récemment été trouvées au large d'Israël et de Gaza. Les petites réserves de la Turquie sont en déclin, et la production est marginale (45 kbbl/j). De petites quantités de gaz existent en mer Noire, en mer Égée et en Thrace.

## Tableau de synthèse
|                 | Déjà produit       | Restant            | Production 2005    | Production 2005 | Consommation   |
| --------------- | ------------------ | ------------------ | ------------------ | --------------- | -------------- |
| Unité           | Gbbl               | Gbbl               | kbbl/j             | kbbl/j          | kbbl/j         |
| Inclut :        | Brut Conventionnel | Brut Conventionnel | Brut Conventionnel | LGN et cond     | Produits finis |
| TOTAL , dont :  | 270                | 500 à 750 ??       | 20 600             |                 |                |
| Arabie Saoudite | 104                | 150 à 300 ?        | 9150               | 1200            | 1900           |
| Iran            | 59                 | 50 à 100??         | 3900               | 200             | 1540           |
| Irak            | 29                 | 100 à 200 ??       | ~1900              | négl            | 575            |
| Koweït          | 33                 | 50+??              | 2200               | <100            | 300            |
| Émirats         | 25                 | 50??               | 2500               | ~300            | 430            |
| Oman            | 7.8                | ~8                 | 740                | 60              | 70             |
| Qatar           | 7                  | ~5 ?               | 780                | 250             | 45             |
| Syrie           | 4.4                | ~3                 | 450                | 25              | 300            |
| Yémen           | 2.2                | ~2-3               | 426                | 0               | 83             |

Notes sur ce tableau :
- Des chiffres de réserves fiables sont extrêmement difficiles à obtenir, encore plus dans cette région qu'ailleurs.
- Qatar annonce 15 Gbbl de réserves globales, alors que la somme des chiffres donnée par gisements ne donne qu'une fraction de cette valeur. Peut-être le chiffre inclut-il les condensats du North Dome ?
- Le pétrole de la « zone neutre » est ici réparti à 50/50 entre Koweït et Arabie saoudite
- Les chiffres de production (exprimés en kbbl/j) sont les moyennes annuelles de 2004, le rang est parmi les producteurs mondiaux. Les chiffres proviennent de l'EIA.
- Le découpage des régions du monde est différent de celui de l'ASPO. Par rapport aux chiffres de cette source, la région Middle East Other (Yémen, Oman, Syrie, entre autres) est ajoutée à Middle East Gulf.
- Les LGN (liquides de gaz naturel, ne pas confondre avec le LNG) ne sont pas inclus dans les quotas de l'OPEP.

## Gisements remarquables
- Arabie Saoudite : Ghawar, Khursaniyah,Safaniyah, Manifa, Abqaiq, Berri, Shaybah, Khurais
- Koweït : Burgan
- Émirats : Zakum
- Iraq : Kirkouk, Rumaila, Majnoon
- Iran : Marun, Gachsaran, Ahwaz, Azadegan
- Qatar : North Dome, Dukhân
- Oman : Yibal